# خوان كاستيلو (لاعب كرة قدم هولندي)
خوان كاستيلو (مواليد 13 يناير 2000) هو لاعب كرة قدم هولندي يلعب كمدافع في نادي إي زد ألكمار على سبيل الإعارة.

## روابط خارجية
- خوان كاستيلو على موقع قاعدة بيانات كرة القدم.إي يو (الإنجليزية)
- خوان كاستيلو على موقع Soccerway.com (الإنجليزية)